# Jaime Moreno Verdejo
Jaime Moreno Verdejo (1958) és un jurista espanyol.

## Trajectòria
Va començar la carrera fiscal el 1983 i el seu primer destí va ser la Fiscalia de l'Audiència Territorial d'Oviedo, on va estar del 1983 al 1988. Després va ser destinat a les seccions penal, laboral i contenciós administratiu de la Fiscalia Provincial de Madrid. Entre 1994 i 2003 va treballar a la Secretaria Tècnica. Després va ascendir a fiscal del Tribunal Suprem espanyol a la secció penal. El 2014 fou nomenat fiscal en cap de la Secretaria Tècnica del Tribunal Suprem.
En el Judici contra Mas, Ortega i Rigau pel 9-N va rebutjar les al·legacions a la sentència argumentant que "no hi va haver cap vulneració de la llibertat ideològica" dels encausats i que el dret fonamental a votar al referèndum "no existia perquè no existia el dret a votar en una consulta proclamada inconstitucional pel TC". Va ser un dels fiscals del Tribunal Suprem durant el Judici al procés independentista català.

## Vinculació política
La seva imparcialitat ha estat posada en dubte per la seva col·laboració amb el PP sobretot durant l'etapa d'Alberto Ruiz Gallardón com a ministre de Justícia però també anteriorment amb la FAES. Essent jutge en excedència va assessorar Ruiz Gallardón en la reforma del poder judicial, motiu pel qual va rebre la creu de Sant Ramon de Penyafort, màxima distinció de la Justícia, al costat de Juan Damián Moreno i Carlos Lesmes.
També va formar part, juntament amb Juan Damián Moreno, d'un tribunal designat pel CGPJ que va donar un càrrec vitalici a Luis Javier Mieres Mieres, familiar de Lesmes i casat amb una filla d'Ángel Juanes.
El 4 d'octubre de 2010 va ser ponent en unes jornades de la FAES, on va fer una conferència sobre el ministeri fiscal coordinada per Francisco Javier Zarzalejos.